# Le Don (Derain)
Pour les articles homonymes, voir Le Don.
Le Don est un tableau réalisé par le peintre français André Derain en 1913. De format vertical, cette huile sur toile représente une personne tenant un plat de fruits, à mi-corps devant un fond noir. Acquise en 1960, l'œuvre est conservée à la Kunsthalle de Brême, à Brême, en Allemagne.

## Expositions
- Apollinaire, le regard du poète, musée de l'Orangerie, Paris, 2016 — n°60.